# 白金透
白金 透（しろがね とおる）は、日本のライトノベル作家である。

## 経歴
大阪府出身。学生時代は『スレイヤーズ』『魔術士オーフェン』『フォーチュン・クエスト』などの世代であったため、あかほりさとるや中村うさぎの作品を読んでいた。大学生時代から20年間ほどの間、ライトノベルに類するジャンルの小説を執筆しており、執筆開始当初から電撃小説大賞に応募し小学館ライトノベル大賞では最終選考に残った経験をもつ。2021年、『姫騎士様のヒモ』で第28回電撃小説大賞の大賞を受賞し、翌年に同作でデビューを果たした。

## 人物
- 10年以上の間、『アイドルマスターシンデレラガールズ』を遊んでいると話している[2]。
- 好きな作家は、時代小説では藤沢周平や池波正太郎、ミステリー小説では有栖川有栖や東野圭吾が好きだと話している[2]。

## 作品一覧
- 『姫騎士様のヒモ』（イラスト: マシマサキ、KADOKAWA〈電撃文庫〉、既刊6巻、2022年2月 - ）[6]
- 『あなた様の魔術【トリック】はすでに解けております -裁定魔術師レポフスキー卿とその侍女の事件簿-』（イラスト：天野英、KADOKAWA〈電撃文庫〉、2025年5月）